# Zugspitzeck
Le Zugspitzeck est une montagne d'une altitude de 2 815 m dans le massif du Wetterstein.

## Géographie

### Topographie
Le Zugspitzeck se situe dans la crête de la Zugspitze, à 1,2 kilomètres au sud-ouest de cette montagne, à la frontière entre l'Autriche et l'Allemagne. Au sud, par une autre crête, se trouve le Schneefernerkopf (2 875 m). Au-dessous du Zugspitzeck se trouve le Schneeferner.